# Sarzeda
Sarzeda é uma povoação portuguesa do Município de Sernancelhe que foi sede da extinta Freguesia de Sarzeda, freguesia que tinha 21,06 km² de área e 530 habitantes (2011), e, por isso, uma densidade populacional de 25,2 hab./km².
A Freguesia de Sarzeda foi extinta e agregada à freguesia de Sernancelhe, criando-se a União das Freguesias de Sernancelhe e Sarzeda.

## População
| População da freguesia de Sarzeda | População da freguesia de Sarzeda | População da freguesia de Sarzeda | População da freguesia de Sarzeda | População da freguesia de Sarzeda | População da freguesia de Sarzeda | População da freguesia de Sarzeda | População da freguesia de Sarzeda | População da freguesia de Sarzeda | População da freguesia de Sarzeda | População da freguesia de Sarzeda | População da freguesia de Sarzeda | População da freguesia de Sarzeda | População da freguesia de Sarzeda | População da freguesia de Sarzeda |
| --------------------------------- | --------------------------------- | --------------------------------- | --------------------------------- | --------------------------------- | --------------------------------- | --------------------------------- | --------------------------------- | --------------------------------- | --------------------------------- | --------------------------------- | --------------------------------- | --------------------------------- | --------------------------------- | --------------------------------- |
| 1864                              | 1878                              | 1890                              | 1900                              | 1911                              | 1920                              | 1930                              | 1940                              | 1950                              | 1960                              | 1970                              | 1981                              | 1991                              | 2001                              | 2011                              |
| 709                               | 763                               | 773                               | 760                               | 828                               | 695                               | 543                               | 796                               | 870                               | 837                               | 686                               | 707                               | 553                               | 596                               | 530                               |

| Distribuição da População por Grupos Etários | Distribuição da População por Grupos Etários | Distribuição da População por Grupos Etários | Distribuição da População por Grupos Etários | Distribuição da População por Grupos Etários | Distribuição da População por Grupos Etários | Distribuição da População por Grupos Etários | Distribuição da População por Grupos Etários | Distribuição da População por Grupos Etários | Distribuição da População por Grupos Etários |
| -------------------------------------------- | -------------------------------------------- | -------------------------------------------- | -------------------------------------------- | -------------------------------------------- | -------------------------------------------- | -------------------------------------------- | -------------------------------------------- | -------------------------------------------- | -------------------------------------------- |
| Ano                                          | 0-14 Anos                                    | 15-24 Anos                                   | 25-64 Anos                                   | > 65 Anos                                    |                                              | 0-14 Anos                                    | 15-24 Anos                                   | 25-64 Anos                                   | > 65 Anos                                    |
| 2001                                         | 102                                          | 78                                           | 301                                          | 115                                          |                                              | 17,1%                                        | 13,1%                                        | 50,5%                                        | 19,3%                                        |
| 2011                                         | 70                                           | 64                                           | 256                                          | 140                                          |                                              | 13,2%                                        | 12,1%                                        | 48,3%                                        | 26,4%                                        |

Média do País no censo de 2001:  0/14 Anos-16,0%; 15/24 Anos-14,3%; 25/64 Anos-53,4%; 65 e mais Anos-16,4%
Média do País no censo de 2011:   0/14 Anos-14,9%; 15/24 Anos-10,9%; 25/64 Anos-55,2%; 65 e mais Anos-19,0%

## Património
- Igreja de Sarzeda ou Igreja de Santa Luzia;
- Capela de São Sebastião;
- Capela de Santa Bárbara, no Alto de Santa Marta;
- Capela de Santa Maria Madalena, no Seixo;
- Capela de Nossa Senhora da Esperança, no Cimo do Porco do Seixo.